# Phrynops hilarii
Phrynops hilarii (лат.) — вид бокошеих черепах. Эндемик Южной Америки. Назван в честь французского зоолога Изидора Жоффруа Сент-Илера.
Phrynops hilarii встречается от южной части Бразилии (Санта-Катарина и Риу-Гранди-ду-Сул) на юг и на запад, в Уругвай и Аргентину; возможно встречается, также в Парагвае и Боливии.

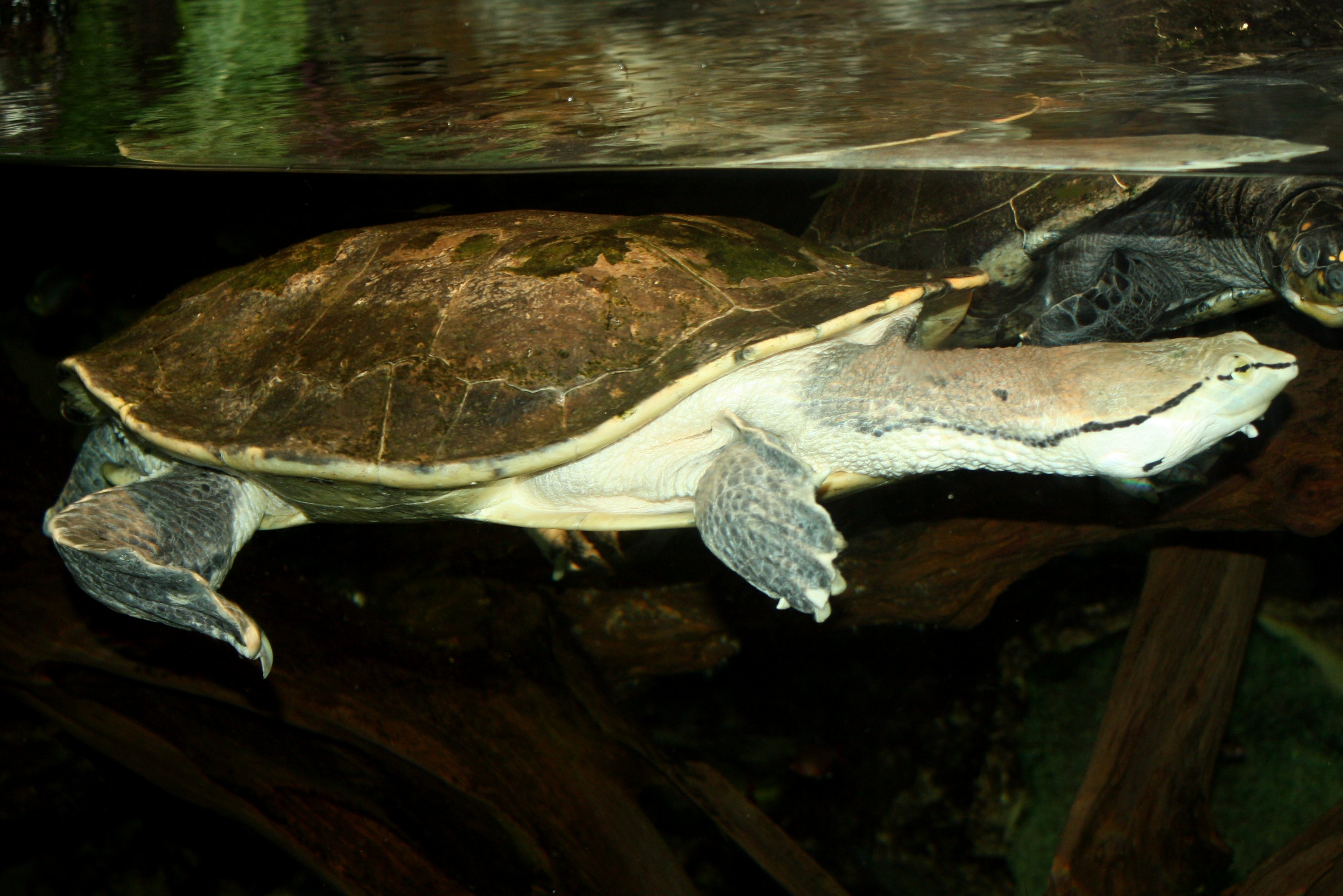